# Hans Döring
Hans Döring, né vers 1490 à Heustreu, dans l'actuel district de Basse-Franconie, mort en 1558, est un peintre et graveur sur bois de la Renaissance allemande.

## Biographie
Hans Döring naît vers 1490 à Heustreu, dans le Cercle de Franconie. Ses armoiries représentent des engrenages de moulin et on suppose que ses parents étaient meuniers. Il est mentionné comme élève de l'université d’Erfurt en 1499, 1503 et 1511, puis à celle de Wittemberg en 1511. La même année, il réalise sa première œuvre datée, un autoportrait signé des initiales HD. Jusqu'aux environs de 1515, il travaille à Wittemberg comme principal assistant de Lucas Cranach l'Ancien. En 1514, il réalise une peinture de Lucrèce.
Vers 1518, il s'établit à Wetzlar où, au plus tard à partir de 1533, il participe à ornementation de l'église Notre-Dame. Il travaille comme peintre de cour des maisons de Nassau-Dillenburg et Solms. Le comte Philipp de Solms-Lich (de), grand amateur d'art, qui avait probablement connu Hans Döring pendant son séjour à Wittemberg où il était conseiller du prince-électeur Frédéric, lui commande un portrait de sa personne ainsi qu'une peinture votive de sa famille pour l'église Notre-Dame de Niederweidbach (actuelle municipalité de Bischoffen). Il réalise par la suite plusieurs autres portraits du compte Philipp. En 1523, il réalise un modèle en bois pour un panneau en métal coulé des armoiries de la maison de Nassau. Il grave aussi les illustrations des livres d'art militaire de Reinhard zu Solms (de), fils du comte Philipp, et des modèles en bois pour des panneaux d'âtre. Il meurt en 1558.

## Œuvres

Œuvres de Hans Döring
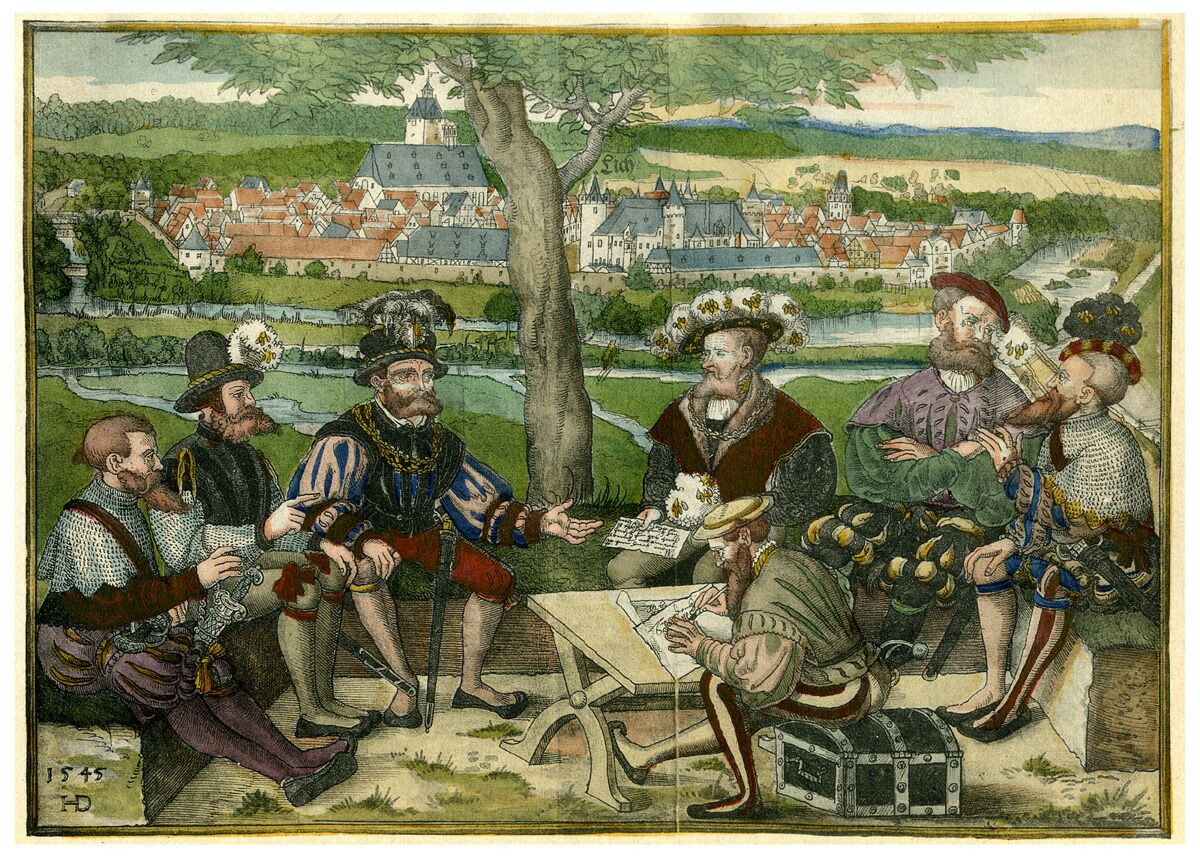
Conseil des princes de la ligue de Smalkalde, 1545.
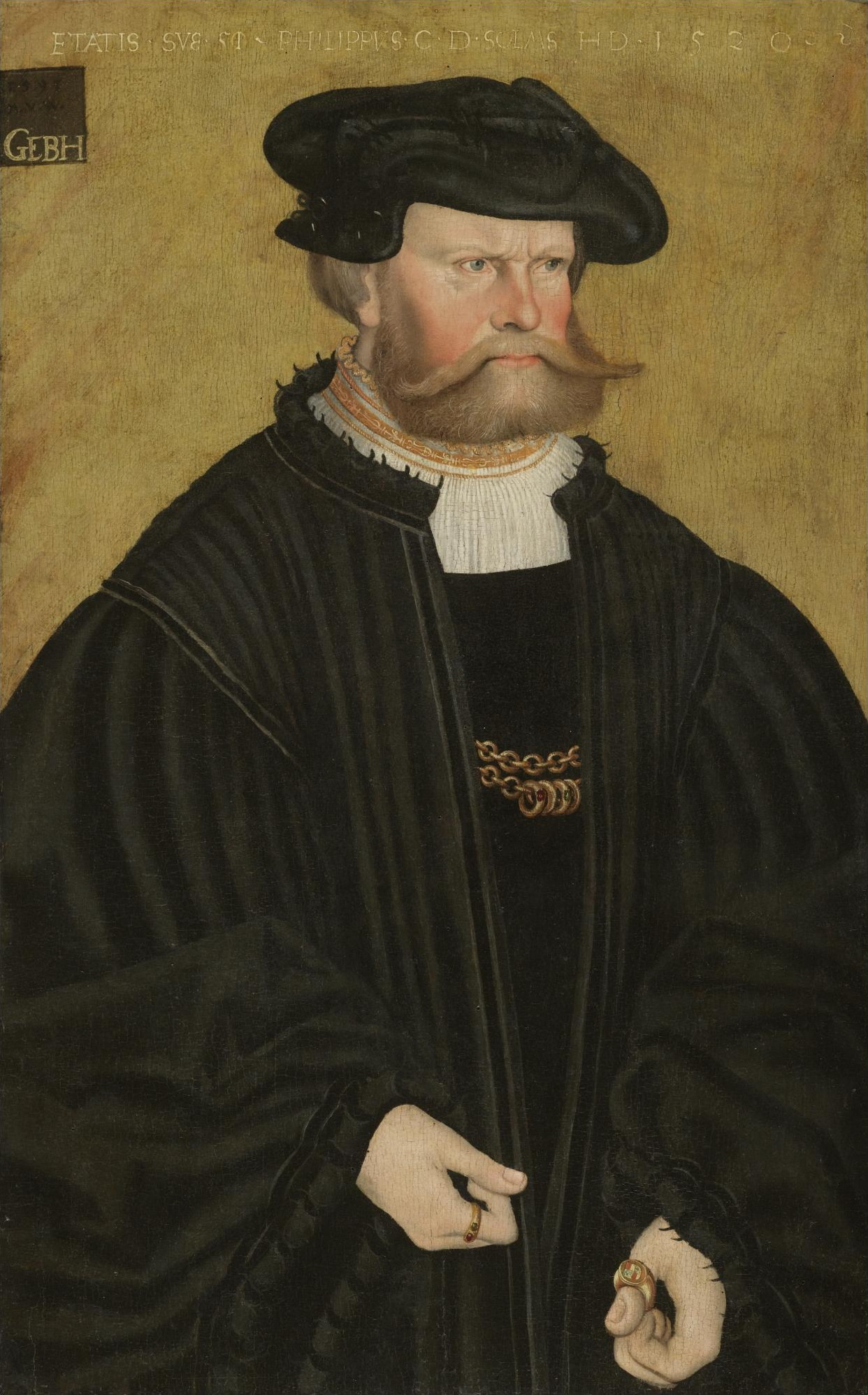
Portait du comte Philipp de Solms, 1520.
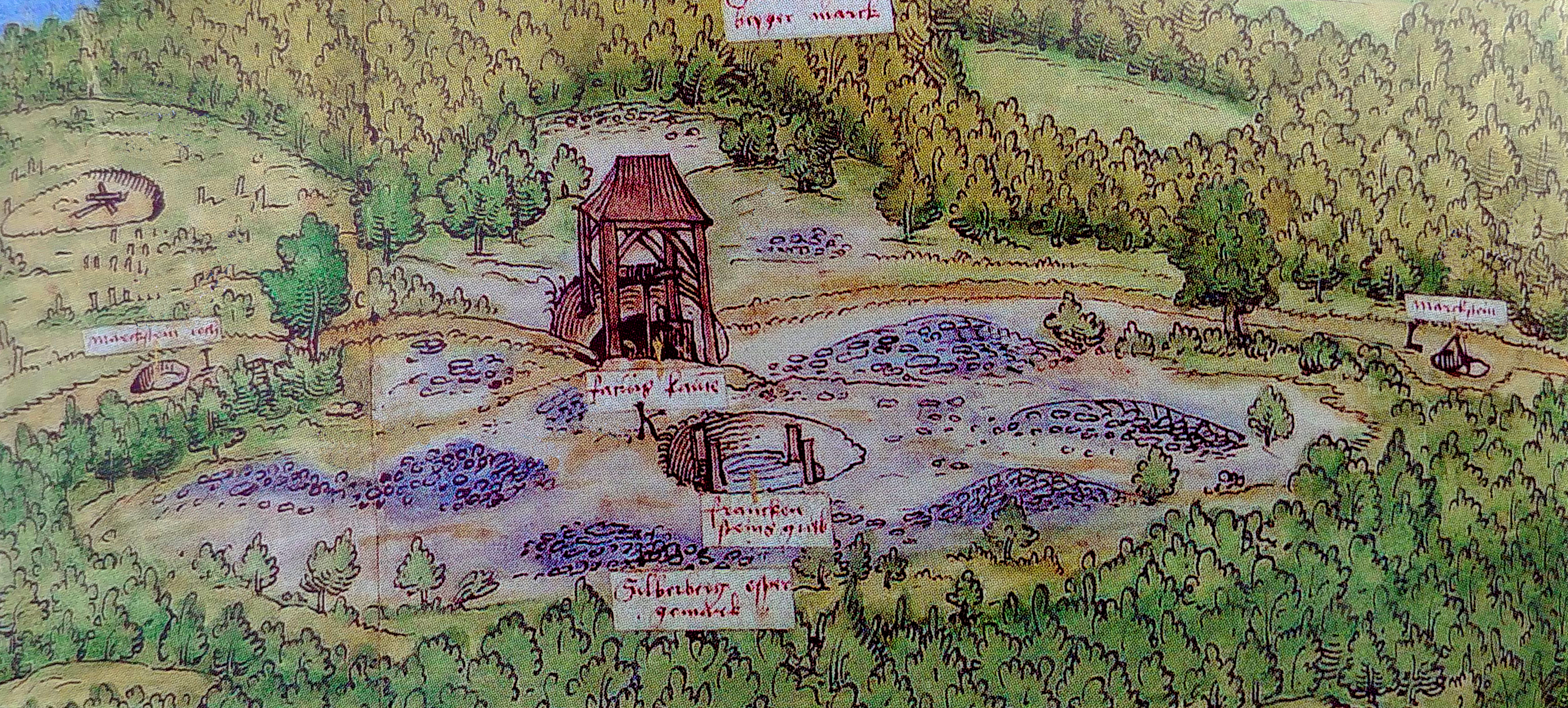
La fosse de Silbersegen (de) (détail), exploitation minière dans le Taunus, 1544.
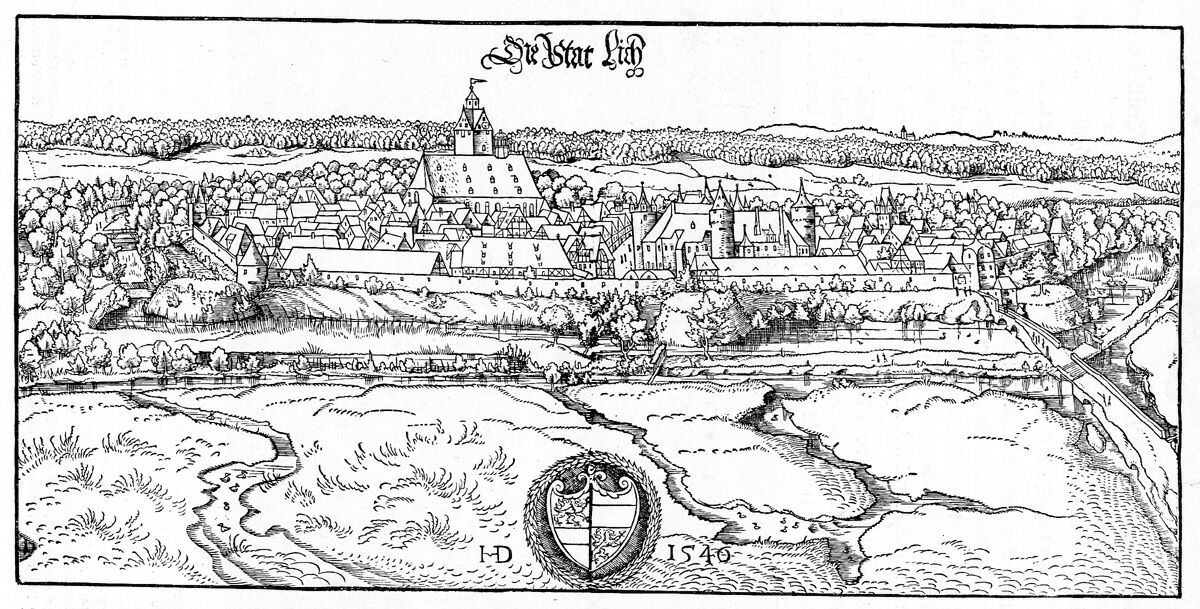
La ville et le château de Lich, gravure de 1546.